# Jennifer Tisdale
Jennifer Kelly Tisdale (* 18. září 1981, Neptune City, New Jersey, USA) je americká herečka, zpěvačka a producentka.
Narodila se Lise (rozené Morrisové) a Miku Tisdalovi. Z matčiny strany je židovka. Je sestrou Ashley Tisdale. Provdána je za Shana McChesnie.